# Bladgroddmossa
Bladgroddmossa (Leptodontium gemmascens) är en bladmossart som beskrevs av Braithwaite 1887. Bladgroddmossa ingår i släktet groddmossor, och familjen Pottiaceae. Arten har ej påträffats i Sverige. Inga underarter finns listade i Catalogue of Life.